# Chiyo Miyako
Chiyo Miyako (都 千代 Miyako Chiyo, Yasua, prefectura de Wakayama, 2 de mayo de 1901-Yasua, 22 de julio de 2018) fue una supercentenaria japonesa de 117 años y 81 días que desde el 21 de abril de 2018 hasta su muerte fue la persona verificada más longeva de Japón, de Asia y del mundo, tras el fallecimiento de Nabi Tajima. Es la novena persona más longeva verificada de todos los tiempos y la última persona nacida en 1901 en morir.

## Biografía
Residió en Yokohama, en la prefectura de Kanagawa. Fue la persona más longeva de su prefectura desde el 5 de diciembre de 2015.
Fue la última persona viva verificada nacida en el año 1901, y la primera nacida en el siglo XX que tiene el título de la persona viva más anciana del mundo.
El 6 de abril de 2015, con 113 años y 339 días, con la muerte de Gertrude Weaver, se convirtió en una de las diez personas vivas más longevas del mundo actualmente verificadas.
El 3 de agosto de 2015, con 114 años y 93 días, fue oficialmente verificada.
El 5 de diciembre de 2015, con 114 años y 217 días, con la muerte de Kiyoko Ishiguro, se convirtió en la persona viva verificada más longeva de la prefectura de Kanagawa.
El 15 de diciembre de 2017, con 116 años y 227 días, con la muerte de Ana María Vela Rubio, se convirtió en la última persona viva verificada nacida en 1901.
El 2 de febrero de 2018, con 116 años y 276 días, alcanzó la edad de Gertrude Weaver y se convirtió en la décima persona más longeva verificada.
El 9 de marzo de 2018, con 116 años y 311 días, alcanzó la edad de Susannah Mushatt Jones y se convirtió en la novena persona más longeva verificada.
El 14 de abril de 2018, con 116 años y 347 días, alcanzó la edad de María Heredia Lecaro y se convirtió en la octava persona más longeva verificada.
Con la muerte de Nabi Tajima el 21 de abril de 2018, con 116 años y 354 días, se convirtió en la persona viva verificada más longeva del mundo.
El 2 de mayo de 2018, cumplió 117 años, convirtiéndola en la octava persona, la tercera japonesa y asiática en hacerlo.
El 29 de mayo de 2018, con 117 años y 27 días, alcanzó la edad de Misao Okawa, y se convirtió en la séptima persona y segunda o la japonesa más longeva verificada (edad de Nabi Tajima en disputa).
El 22 de julio de 2018, con 117 años y 81 días, falleció en Yokohama, prefectura de Kanagawa, Japón. Tras la muerte de Chiyo Miyako, la japonesa Kane Tanaka se convirtió en la persona viva más anciana del mundo.